# Kenton (Oklahoma)
Pour les articles homonymes, voir Kenton.
Kenton est une census-designated place américaine située dans le comté de Cimarron dans l’État de l'Oklahoma.

## Traduction
- (en) Cet article est partiellement ou en totalité issu de l’article de Wikipédia en anglais intitulé « Felt, Oklahoma » (voir la liste des auteurs).